# Leszno

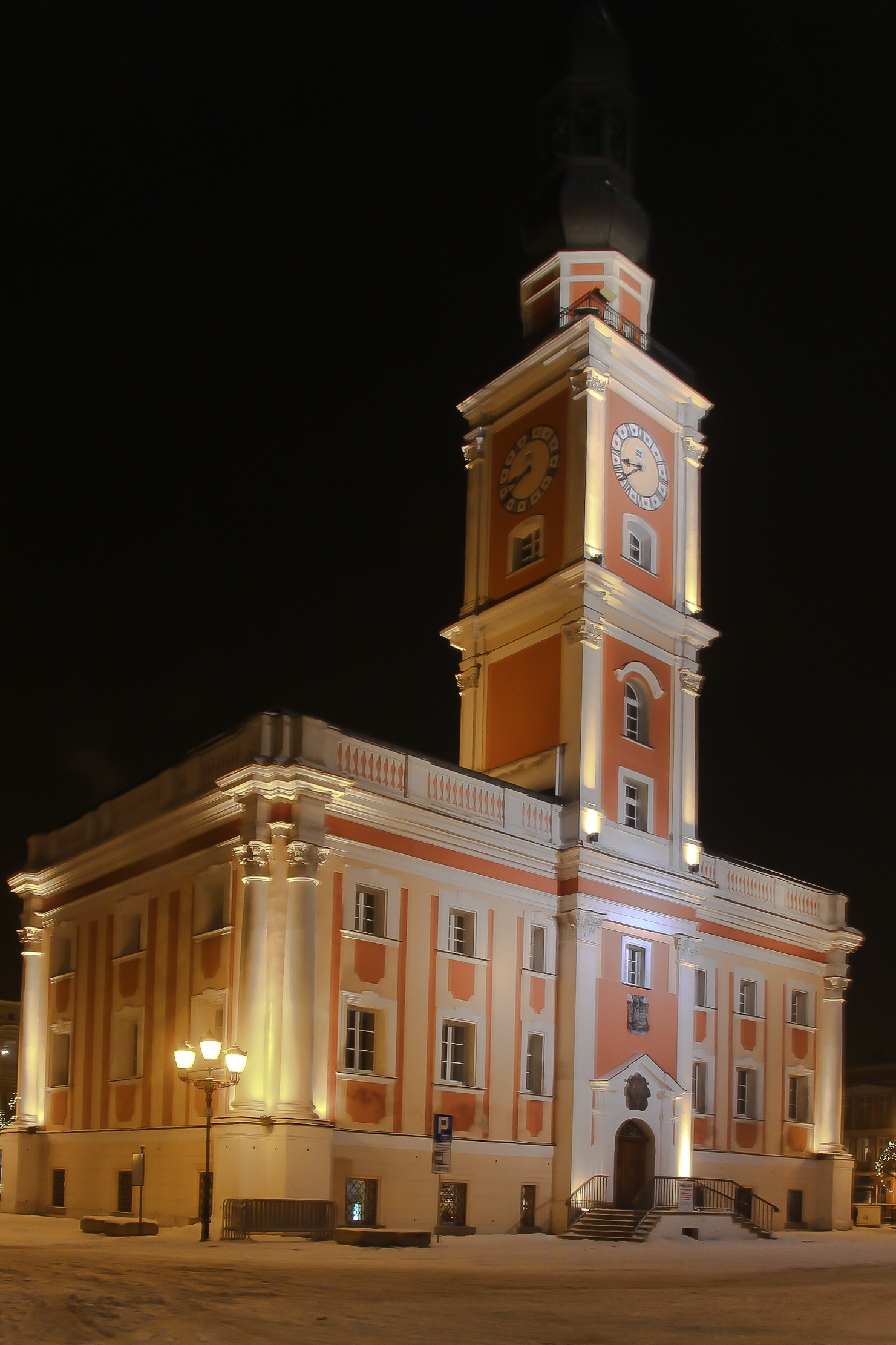
Il municipio di Leszno

Leszno (in tedesco: Lissa) è una città della Polonia con 63 300 abitanti nel 2001.
La città è situata nel voivodato della Grande Polonia dal 1999, mentre con la suddivisione in voivodati in vigore dal 1975 al 1998, apparteneva al voivodato di Leszno.

## Monumenti
- chiesa costruita da Giovanni Catenazzi
- municipio (probabilmente Pompeo Ferrari)

## Istruzione
- Państwowa Wyższa Szkoła Zawodowa https://web.archive.org/web/20040612150245/http://www.pwsz.edu.pl/
- Wyższa Szkoła Humanistyczna
- Wyższa Szkoła Marketingu i Zarządzania https://web.archive.org/web/20040609155530/http://www.wsmiz.edu.pl/

## Politica

### Costituente di Kalisz
Membri del Parlamento (Sejm) eletti dalla costituente di Kalisz:
- Józef Gruszka, PSL
- Andrzej Grzyb, PSL
- Ryszard Hayn, SLD-UP
- Marian Janicki, SLD-UP
- Tadeusz Myler, SLD-UP
- Józef Skutecki, Samoobrona
- Renata Szynalska, SLD-UP
- Witold Tomczak, LPR
- Marek Wagner, SLD-UP
- Tadeusz Wojtkowiak, Samoobrona
- Andrzej Wojtyła, PO
- Grzegorz Woźny, SLD-UP

## Amministrazione

### Gemellaggi
- Suhl
- Deurne
- Montluçon
- Dachau
- Sankt Pölten
- Batouri